# Eupelmus caerulophantes
Eupelmus caerulophantes är en stekelart som beskrevs av Perkins 1910. Eupelmus caerulophantes ingår i släktet Eupelmus och familjen hoppglanssteklar. Inga underarter finns listade i Catalogue of Life.